# Калпепер, Томас, 2-й барон Калпепер
Томас Колпепер (или Калпепер), 2-й барон Калпепер из Торесвея (крещен 21 марта 1635 — 27 января 1689) — британский дворянин и государственный деятель, колониальный губернатор Виргинии с 1677 по 1683 год.

## Биография
Томас Калперер родился в 1635 году в семье Джона Калпепера, 1-го барона Калпепера (ок. 1600—1660), и его второй супруги Юдит Калпепер, дочери Томаса Калпепера (1578—1662). Будучи роялистом, его отец покинул Англию в конце Гражданской войны после казни Карла I Стюарта. Томас жил со своим отцом в Нидерландах. 3 августа 1659 года женился на голландской наследнице Маргарет Ван Гессе. Он вернулся в Англию в 1660 году после реставрации Карла II Стюарта.
11 июля 1660 года, после смерти своего отца, Томас унаследовал титул 2-го барона Калпепера. Он был назначен губернатором острова Уайт и пробыл на этой должности с 1661 по 1667 год. Он был избран судебным приставом в корпорации Бедфорд-Левел с 1665 по 1667 год.
Томас Калпепер стал губернатором Виргинии в июле 1677 года, но не покидал Англию до 1679 года, до приказа короля Англии Карла II Стюарта. В Виргинии Калпепер больше интересовался сохранением своих земель на Северном Перешейке, чем управлением, и вскоре вернулся в Англию. В 1682 году волнения в колонии Виргиния вынудили его вернуться, но беспорядки уже были подавлены. После того как Калпепер присвоил 9500 фунтов стерлингов из казны колонии, он вернулся в Англию, и Карл II Стюарт был вынужден уволить его, назначив вместо него Фрэнсиса Говарда, 5-го барона Говарда из Эффингема. В это неспокойное время непредсказуемое поведение Калпепера означало, что ему всё больше приходилось полагаться на своего двоюродного брата и агента из Виргинии, полковника Николаса Спенсера (1633—1689). Спенсер сменил Томаса Калпепера на посту исполняющего обязанности губернатора после отъезда лорда из колонии.
Томас Калпепер прожил остаток жизни в Лондоне со своей любовницей Сюзанной Уиллис и двумя дочерями. Он оставил завещание в пользу Уиллис и её дочерей, которое было аннулировано. Кэтрин Калпепер (? — 1719), его единственная дочь от жены Маргарет Ван Гессе, унаследовала большую часть его состояния и в 1685 году вышла замуж за Томаса Ферфакса, 5-го лорда Ферфакса из Камерона (1657—1710).
В Виргинии округ Калпепер и его окружной центр, город Калпепер, названы в честь Томаса Калпепера.